# Samuel Calvin (Geologe)

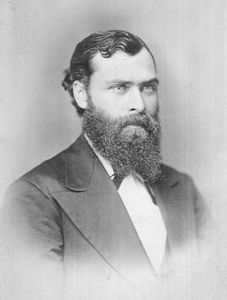
Samuel Calvin (1882)

Samuel Calvin (* 2. Februar 1840 in Wigtonshire, Schottland; † 17. April 1911 in Iowa City, Iowa) war ein US-amerikanischer Geologe und Paläontologe.

## Leben
Calvin kam mit 11 Jahren mit seinen Eltern nach New York und wuchs in Iowa in einer Pionier-Atmosphäre (das Land war damals überwiegend Wildnis) auf. Mit 16 Jahren unterrichtete er an einer Dorfschule und war außerdem Möbeltischler. 1862 bis 1864 besuchte er das Lenox College in Hopkinton (Iowa), an dem er Instructor für Mathematik wurde. Ab Januar 1864 diente er als Freiwilliger im Sezessionskrieg und war nach seiner Rückkehr aus dem Krieg 1867/68 Superintendent des County Delaware in Iowa. 1870 heiratete er. 1869 bis 1873 leitete er eine Schule in Dubuque und ab 1874 war er Professor für Naturgeschichte an University of Iowa als Nachfolger von Charles A. White, wobei er Zoologie, Botanik und Geologie unterrichtete. Er baute dort eine paläontologische Sammlung auf und erforschte das obere Mississippital geologisch. Auf seine Initiative wurde der Iowa Geological Survey 1892 ins Leben gerufen und er war dort bis 1904 Staatsgeologe. In dieser Funktion gab er 20 Bände der Berichte des Survey heraus.
1908 war er Präsident der Geological Society of America. 1888 war er Mitgründer der Zeitschrift American Geologist, 1888 bis 1894 der Herausgeber und danach bis 1905 Associate Editor. 1908 war er Präsident der Iowa Academy of Sciences.
Er befasste sich unter anderem mit dem Pleistozän von Iowa, besonders Säugerfossilien des Aftonian-Interglazials. Von ihm stammen eine Reihe von Erstbeschreibungen von Fossilien und eine Reihe von Fossilien ist ihm zu Ehren benannt.
Er war Ehrendoktor des Cornell College und des Lenox College.